# Adeyemi Abayomi
Adeyemi Abayomi Isaac est un boxeur nigérian né le 21 avril 1941 à Owo et mort en 2021.

## Carrière
Évoluant dans la catégorie des poids légers, Adeyemi Abayomi est médaillé d'or aux Jeux du Commonwealth britannique d'Édimbourg en 1970 puis médaillé d'argent aux championnats d'Afrique de Nairobi en 1972. Aux Jeux olympiques d'été de 1972 à Munich, il est éliminé au deuxième tour par le Roumain Antoniu Vasile (en). 